# Idris glorius
Idris glorius är en stekelart som först beskrevs av Girault 1926.  Idris glorius ingår i släktet Idris och familjen Scelionidae. Inga underarter finns listade i Catalogue of Life.